# Semmenstedt
Semmenstedt is een dorp en voormalige gemeente in de Duitse deelstaat Nedersaksen. De gemeente maakte deel uit van de Samtgemeinde Asse in het Landkreis Wolfenbüttel. De gemeente bestaat uit de kernen Semmenstedt (500 inwoners) en Timmern (176 inwoners). Per 1 november 2016 fuseerde Semmenstedt met de gemeente Remlingen tot de nieuwe gemeente Remlingen-Semmenstedt.
- Gemeinsame Normdatei: 4628647-0
- Virtual International Authority File: 244292376

Baddeckenstedt · 
Börßum · 
Burgdorf · 
Cramme · 
Cremlingen · 
Dahlum · 
Denkte · 
Dettum · 
Dorstadt · 
Elbe · 
Erkerode · 
Evessen · 
Flöthe · 
Haverlah · 
Hedeper · 
Heere · 
Heiningen · 
Kissenbrück · 
Kneitlingen · 
Ohrum · 
Remlingen-Semmenstedt · 
Roklum · 
Schladen-Werla · 
Schöppenstedt · 
Sehlde · 
Sickte · 
Uehrde · 
Vahlberg · 
Veltheim (Ohe) · 
Winnigstedt · 
Wittmar · 
Wolfenbüttel